# Rachele Baldi
Rachele Baldi (Prato, 2 ottobre 1994) è una calciatrice italiana, portiere della Roma.

## Carriera

### Club
Rachele Baldi è cresciuta calcisticamente prima nel Casalguidi Calcio e poi nel R.B. Montecatini Terme, società con la quale ebbe modo di giocare nei campionati di Serie C e di Serie D. Nella stagione 2011-2012 ha giocato nel Siena in Serie A2, l'allora secondo livello del campionato italiano, che conquistò la promozione in Serie A dopo i play-off promozione. Il Siena rinunciò all'iscrizione in Serie A per la stagione successiva per problemi economici, svincolando così le calciatrici dell'organico. Baldi si trasferì, così, al Castelfranco, società con sede a Castelfranco di Sotto e militante in Serie A2. Giocò al Castelfranco per cinque stagioni consecutive, tutte disputate nella seconda serie nazionale, finché nel 2016 la società si trasformò in Empoli. Con la maglia dell'Empoli giocò tutte le partite della stagione 2016-2017, che si concluse col primo posto nel girone A di Serie B e conseguente promozione in Serie A. Nella stagione successiva Baldi fece il suo esordio in Serie A, giocando da titolare tutto il girone d'andata, per poi lasciare il posto alla veterana Silvia Vicenzi a causa di un infortunio alla spalla occorso durante la partita contro la Fiorentina, ultima giornata d'andata.
Nel luglio 2018 Baldi si è trasferita al Florentia, neopromossa in Serie A, rimanendo nella massima serie nazionale dopo la retrocessione dell'Empoli in Serie B. Al Florentia giocò metà delle partite di campionato, alternandosi con la veterana Chiara Marchitelli. Al termine della stagione, conclusasi con la salvezza conquistata dal Florentia, Baldi tornò all'Empoli, che aveva guadagnato la promozione in Serie A. Nella stagione 2019-2020 giocò da titolare in campionato, in un'edizione che venne sospesa dopo 16 giornate a causa della pandemia di COVID-19 e che ne impedì una regolare conclusione.
Nel luglio 2020 ha lasciato l'Empoli e si è trasferita alla Roma, andando a giocare per la prima volta per una società non toscana. Fece il suo esordio in campionato con la maglia della Roma alla terza giornata proprio contro la sua ex squadra, l'Empoli, che vinse per 2-0. Con la Roma conquistò il suo primo trofeo, la Coppa Italia nell'edizione 2020-2021.
All'inizio di gennaio 2022 è andata in prestito al Napoli per la seconda parte della stagione 2021-22 di Serie A.
Durante la successiva sessione estiva di calciomercato la  Fiorentina annuncia il suo arrivo per la stagione entrante.
Il 13 settembre 2024 viene ceduta in prestito all'Inter, in uno scambio con il portiere Durante.
Il 1° agosto 2025 viene ufficializzato il suo ritorno alla Roma, dopo tre anni.

### Nazionale
Baldi ha fatto parte della nazionale italiana universitaria che ha partecipato alle Universiadi 2019. Sempre nel 2019, ha ricevuto la prima convocazione nella nazionale maggiore italiana, guidata da Milena Bertolini, in vista delle partite di fine agosto contro Israele e Georgia, valide per le qualificazioni al campionato europeo 2022.
Da allora, è stata convocata in nazionale in altre occasioni, venendo anche inserita nella rosa partecipante all'Algarve Cup 2020, senza, però, scendere in campo.
Il 22 febbraio 2023, Baldi ha debuttato ufficialmente in azzurro, giocando tutta la partita dell'Arnold Clark Cup contro la Corea del Sud, vinta per 1-2.

## Statistiche

### Presenze e reti nei club
Statistiche aggiornate al 3 maggio 2025.
| Stagione            | Squadra             | Campionato          | Campionato | Campionato | Coppe nazionali | Coppe nazionali | Coppe nazionali | Coppe continentali | Coppe continentali | Coppe continentali | Altre coppe | Altre coppe | Altre coppe | Totale | Totale |
| Stagione            | Squadra             | Comp                | Pres       | Reti       | Comp            | Pres            | Reti            | Comp               | Pres               | Reti               | Comp        | Pres        | Reti        | Pres   | Reti   |
| ------------------- | ------------------- | ------------------- | ---------- | ---------- | --------------- | --------------- | --------------- | ------------------ | ------------------ | ------------------ | ----------- | ----------- | ----------- | ------ | ------ |
| 2011-2012           | Siena               | A2                  | 10         | -11        | CI              | ?               | ?               | -                  | -                  | -                  | -           | -           | -           | 10+    | -11+   |
| 2012-2013           | Castelfranco        | A2                  | ?          | ?          | CI              | ?               | ?               | -                  | -                  | -                  | -           | -           | -           | ?      | ?      |
| 2013-2014           | Castelfranco        | B                   | ?          | ?          | CI              | ?               | ?               | -                  | -                  | -                  | -           | -           | -           | ?      | ?      |
| 2014-2015           | Castelfranco        | B                   | ?          | ?          | CI              | ?               | ?               | -                  | -                  | -                  | -           | -           | -           | ?      | ?      |
| 2015-2016           | Castelfranco        | B                   | ?          | ?          | CI              | ?               | ?               | -                  | -                  | -                  | -           | -           | -           | ?      | ?      |
| Totale Castelfranco | Totale Castelfranco | Totale Castelfranco | 81         | -85        |                 | ?               | ?               |                    | -                  | -                  |             | -           | -           | 81     | -85    |
| 2016-2017           | Empoli              | B                   | 22         | -11        | CI              | ?               | ?               | -                  | -                  | -                  | -           | -           | -           | 22     | -11    |
| 2017-2018           | Empoli              | A                   | 11         | -24        | CI              | 0               | 0               | -                  | -                  | -                  | -           | -           | -           | 11     | -24    |
| 2018-2019           | Florentia           | A                   | 11         | -19        | CI              | 0               | 0               | -                  | -                  | -                  | -           | -           | -           | 11     | -19    |
| 2019-2020           | Empoli              | A                   | 13         | -18        | CI              | 0               | 0               | -                  | -                  | -                  | -           | -           | -           | 13     | -18    |
| Totale Empoli       | Totale Empoli       | Totale Empoli       | 46         | -53        |                 | 0+              | 0+              |                    | -                  | -                  |             | -           | -           | 46     | -53    |
| 2020-2021           | Roma                | A                   | 9          | -11        | CI              | 2               | -1              | -                  | -                  | -                  | SI          | 1           | -1          | 12     | -13    |
| 2021-gen. 2022      | Roma                | A                   | 0          | 0          | CI              | 1               | 0               | -                  | -                  | -                  | SI          | 0           | 0           | 1      | 0      |
| gen.-giu. 2022      | Napoli              | A                   | 7          | -7         | CI              | -               | -               | -                  | -                  | -                  | -           | -           | -           | 7      | -7     |
| 2022-2023           | Fiorentina          | A                   | 11         | -24        | CI              | 2               | -1              |                    | -                  | -                  |             | -           | -           | 13     | -25    |
| 2023-2024           | Fiorentina          | A                   | 13         | -22        | CI              | 3               | -5              |                    | -                  | -                  |             | -           | -           | 16     | -27    |
| ago-set. 2024       | Fiorentina          | A                   | 0          | 0          | CI              | -               | -               | UWCL               | -                  | -                  | -           | -           | -           | 0      | 0      |
| Totale Fiorentina   | Totale Fiorentina   | Totale Fiorentina   | 24         | -46        |                 | 5               | -6              |                    | -                  | -                  |             | -           | -           | 29     | -52    |
| set. 2024-2025      | Inter               | A                   | 3          | -4         | CI              | 2               | -3              | -                  | -                  | -                  | -           | -           | -           | 5      | -7     |
| 2025-2026           | Roma                | A                   | -          | -          | CI              | -               | -               | UWCL               | -                  | -                  | SI+AWC      | -           | -           | -      | -      |
| Totale Roma         | Totale Roma         | Totale Roma         | 9          | -11        |                 | 3               | -1              |                    | -                  | -                  |             | 1           | -1          | 13     | -13    |
| Totale carriera     | Totale carriera     | Totale carriera     | 191        | -236       |                 | 10+             | -10+            |                    | -                  | -                  |             | 1           | -1          | 202+   | -247+  |

### Cronologia presenze e reti in nazionale
| Cronologia completa delle presenze e delle reti in nazionale ― Italia | Cronologia completa delle presenze e delle reti in nazionale ― Italia | Cronologia completa delle presenze e delle reti in nazionale ― Italia | Cronologia completa delle presenze e delle reti in nazionale ― Italia | Cronologia completa delle presenze e delle reti in nazionale ― Italia | Cronologia completa delle presenze e delle reti in nazionale ― Italia | Cronologia completa delle presenze e delle reti in nazionale ― Italia | Cronologia completa delle presenze e delle reti in nazionale ― Italia |
| Data                                                                  | Città                                                                 | In casa                                                               | Risultato                                                             | Ospiti                                                                | Competizione                                                          | Reti                                                                  | Note                                                                  |
| --------------------------------------------------------------------- | --------------------------------------------------------------------- | --------------------------------------------------------------------- | --------------------------------------------------------------------- | --------------------------------------------------------------------- | --------------------------------------------------------------------- | --------------------------------------------------------------------- | --------------------------------------------------------------------- |
| 22-2-2023                                                             | Bristol                                                               | Corea del Sud                                                         | 1 – 2                                                                 | Italia                                                                | Arnold Clark Cup 2023                                                 | -1                                                                    |                                                                       |
| Totale                                                                |                                                                       | Presenze                                                              | 1                                                                     |                                                                       | Reti                                                                  | -1                                                                    |                                                                       |

## Palmarès
- Campionato italiano di Serie A2: 1

Siena: 2011-2012
- Campionato italiano di Serie B: 1

Empoli: 2016-2017
- Coppa Italia: 1

Roma: 2020-2021